# L'arca ciliegio
(L'arca ciliegio)
L'arca ciliegio (Hakobune sakura maru) è un libro di Kōbō Abe pubblicato nel 1984.
Con pochissimi personaggi, una trama stilizzata e in pratica una sola (gigantesca e al tempo stesso mostruosa) ambientazione Abe ci trascina all'interno di una parabola post-moderna con uno stile che alterna un realismo esasperato come quello del suo illustre collega e ammiratore Kenzaburō Ōe a slanci parodistici di un mondo in piena guerra fredda terrorizzato dalla minaccia nucleare, a una poesia sull'Uomo, commovente e sognante, intrappolato nella rete dell'alienazione, perché "comunque ogni decisione è un atto solitario".

## Trama
Un uomo grasso, misantropo, diffidente, scrupoloso all'eccesso si reca con la sua jeep, una volta al mese, per le strade della città a fare acquisti. E così inizia questo viaggio claustrofobico, a tratti grottesco, spesso onirico e ancor di più surreale che porta il protagonista (soprannominato talpa o maiale) a conoscere i tre membri che costituiranno, con o senza il suo consenso, l'equipaggio della sua arca, un'immensa cava all'interno di una collina perforata ovunque da più ditte in cerca di risorse e poi abbandonata.
Nei suoi progetti quest'arca servirà da rifugio anti-atomico per quando il mondo sarà spazzato via da quella che durante tutta la guerra fredda è sembrata essere una minaccia sempre incombente, ovvero la guerra nucleare. Per il fatto stesso di essere il "comandante" dell'arca, durante le sue uscite cerca di trovare le persone (a lui) adatte a cui consegnare "biglietti d'imbarco per la sopravvivenza", in pratica si arroga il diritto di decidere chi deve (essere lasciato) morire e chi può (deve) continuare a vivere. Fino all'arrivo dei suoi tre compagni di viaggio, ovvero un venditore d'insetti immaginari e una coppia di adescatori di clienti sembra che l'uomo sia l'unico residente della cava/arca: esplora vene ancora sconosciute, sistema trappole, l'unico rumore che si percepisce è quello dei suoi passi che rimbombano nelle grotte.
È una solitudine che gradisce e quando il cielo blu sembra diventare un ricordo si concede di volare sopra le mappe in rilievo dell'intero Giappone per sentirsi in contatto con il mondo esterno, un mondo perfetto, visto dall'alto, dove tutto è ordinatamente controllabile e distinguibile.

## Edizioni
- Kōbō Abe, L'arca ciliegio, Spirali, 1989,  p. 252, ISBN 88-7770-203-6.